# Rainer Zietsch
Rainer Zietsch (Leimen, 21 novembre 1964) è un allenatore di calcio, dirigente sportivo ed ex calciatore tedesco, di ruolo difensore.

## Palmarès

### Giocatore

#### Competizioni nazionali
- Campionato tedesco: 1

Stoccarda: 1983-1984